# Seleukos I Nikator
Seleukos I Nikator (gr. Nikator – zwycięzca; ur. ok. 358, zm. w 281 p.n.e.) – jeden z tzw. diadochów (gr. diadochos – dziedzic) Aleksandra Wielkiego, panował w latach 312 lub 311 p.n.e. – 281 p.n.e.
Syn Antiocha (Antiochosa), jednego z wodzów Filipa II, i Laodike. Służył jako oficer w armii Aleksandra Wielkiego, ciesząc się jego uznaniem. Po śmierci Aleksandra został królem znacznej wschodniej części jego imperium – obejmującej m.in. Syrię, Mezopotamię, Persję i Baktrię – i założycielem dynastii Seleucydów, panującej na Bliskim Wschodzie do roku 63 p.n.e.

## Sytuacja po śmierci Aleksandra Wielkiego
Gdy Aleksander Wielki zmarł w Babilonie w 323 r. p.n.e. władza nad jego ogromnym imperium została podzielona pomiędzy tzw. diadochów – dowódców armii Aleksandra Wielkiego:
- Ptolemeusza (Egipt),
- Antygona Jednookiego (Frygia, Pamphylia i Licja),
- Eumenesa z Kardii (Kapadocja i Paflagonia),
- Perdikkasa (został mianowany regentem i otrzymał naczelne dowództwo nad całą armią w Azji),
- Kraterosa (który otrzymał czysto nominalne stanowisko opiekuna niedorozwiniętego Filipa III Arridajosa formalnego władcy całości imperium i najbliższego dorosłego krewnego Aleksandra Wielkiego) oraz
- Antypatra (namiestnik Macedonii i Grecji).
- Lizymacha (Tracja)

Seleukos nie odegrał wówczas żadnej znaczącej roli – był tylko jednym z oficerów Perdikkasa, głównego wodza armii w Azji.

## Pierwsza wojna diadochów

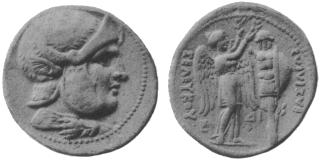
Moneta Seleukosa

Wkrótce wybuchła wojna między Perdikkasem i Eumenesem z jednej strony, a Ptolemeuszem, Antygonem Jednookim, Antypatrem i Kraterosem z drugiej. Podczas kampanii Perdikkasa przeciw Ptolemeuszowi, Pejton wraz z innymi oficerami dokonał zamachu na życie swojego wodza 320 r. p.n.e., wykorzystując niezadowolenie wojska po nieudanej przeprawie przez Nil. Seleukos dowodził w tym czasie oddziałami hetajrów pozostającymi pod zwierzchnictwem Perdikkasa. Takie stanowisko powierzano najbardziej lojalnym zwolennikom. O udziale Seleukosa w morderstwie informuje jedynie Korneliusz Nepos, przy czym wymienia on jeszcze Antygona.
Śmierć Perdikkasa, a także Kraterosa, który został pokonany przez Eumenesa z Kardii, zasadniczo zmieniła układ sił i nastąpił nowy podział władztwa po Aleksandrze. Na jego mocy Seleukos otrzymał satrapię Babilonii, wchodząc w ten sposób jako równoprawny partner do walki o spadek po imperium Aleksandra. Satrapię babilońską dzierżył przez kilka lat do momentu, aż została mu ona odebrana przez Antygona po pokonaniu Eumenesa z Kardii w 316 r. p.n.e.

## Opanowanie Babilonii i koronacja
Seleukos znalazł schronienie u Ptolemeusza w Egipcie. Jego los stał się oficjalną przyczyną wojny między koalicją Ptolemeusza, Kassandra (syna Antypatra) i Lizymacha (z udziałem Seleukosa, który otrzymał dowództwo floty egipskiej) z Antygonem Jednookim. W rzeczywistości chodziło o zahamowanie wzrostu potęgi tego ostatniego. Wojna trwała do 311 r. p.n.e.
Po zwycięstwie odniesionym przez Ptolemeusza i Seleukosa nad Demetriuszem Poliorketesem (synem Antygona) w bitwie pod Gazą w 312 r. p.n.e., Seleukos otrzymawszy od sojusznika oddział konnicy, ruszył na wschód, aby odbić dla siebie Babilon, co wydawało się szalonym przedsięwzięciem. Jednak garnizon w mieście sam otworzył bramy przed swym dawnym dowódcą i w ten sposób Seleukos odzyskał babilońską satrapię. Później zajął jeszcze Medię i Suzjanę. Ponowne zajęcie Babilonii przez Seleukosa, w 311 r. p.n.e., dało początek państwu dynastii Seleucydów (Seleukidów).
Tymczasem jednak koalicjanci i Antygon, zmęczeni wojną, która nie przynosiła rozstrzygnięcia, zawarli pokój (311 r. p.n.e.). Wykluczyli z niego jednak Seleukosa, oddając go w ten sposób na pastwę wytrawnego wodza, jakim był Antygon, który w warunkach pokoju zastrzegł sobie panowanie nad Azją. Oznaczało to poświęcenie Seleukosa przez jego niedawnych sojuszników dla utrzymania status quo.
Seleukos przez dwa lata odpierał wrogie działania Antygona. Zniechęcony Antygon w końcu zwrócił swoją uwagę na Grecję i Morze Egejskie, wchodząc tym samym w konflikt z Kassandrem i Ptolemeuszem. Sukcesy Antygonidów na Morzu Egejskim, m.in. triumfalne wkroczenie do Aten i zajęcie Cypru, przez syna Antygona Demetriusza Poliorketesa, skłoniły Antygona do założenia korony królewskiej sobie i synowi w 306 p.n.e. Wydarzenie to pociągnęło za sobą koronacje pozostałych diadochów – Ptolemeusza, Kassandra, Lizymacha i Seleukosa – w latach 305–304 p.n.e. Był to proces, który oficjalnie i formalnie przypieczętował rozpad imperium Aleksandra Wielkiego. Odtąd już królowie poszczególnych krajów sprawowali władzę wyłącznie we własnym imieniu.

## Imperium Seleukosa
Lata, gdy na Zachodzie toczyły się zmagania między Antygonidami a pozostałymi diadochami, Seleukos wykorzystał na wzmacnianie i rozszerzanie swojego panowania na Wschodzie. Zdruzgotał proantygonidę, satrapę Medii, którego wojska przeszły na jego stronę i tak wzmocniony ruszył na Suzjanę, Persję i Baktrię, włączając je do swoich posiadłości. Następnie podążył śladami Aleksandra Wielkiego w kierunku Indii. Sukcesy Seleukosa od początku z uwagą i niepokojem obserwował władca Indii Ćandragupta (przez Greków zwany: Sandrakottos) z dynastii Maurjów. Już dawno zajął on zdobycze Aleksandra w Indiach i rządził w nich niepodzielnie.
Do konfrontacji obu władców doszło najprawdopodobniej w l. 304/303 p.n.e. Nie znamy szczegółów wyprawy Seleukosa przeciw Ćandragupcie. Być może wcale nie doszło do walk, gdyż był to szczególnie niekorzystny moment dla tego pierwszego. Zawiązała się nowa koalicja przeciw Antygonidom z udziałem Seleukosa i jego obecność na głównym teatrze działań wojennych na Zachodzie była niezbędna, jeśli chciał wyjść z tego konfliktu z konkretnymi korzyściami. Konflikt na Zachodzie i obecność tam, gdzie krzyżowały się interesy wszystkich diadochów, były dla Seleukosa ważniejsze niż pogranicze irańsko-indyjskie, czyli wschodnie rubieże państwa. Sytuacja ta skłoniła Seleukosa do porozumienia z władcą indyjskim, w którego myśl Seleukos oddał władcy indyjskiemu znaczne terytoria – według Strabona były to okręgi Paropamisu, Gedrozji i Arachozji oraz rezygnował z jakichkolwiek roszczeń do Pendżabu – w zamian za ogromny kontyngent słoni bojowych (500 sztuk), które znacznie wzmacniały armię Seleukosa w nadchodzącym konflikcie na Zachodzie. Do porozumienia skłaniały Seleukosa również względy czysto praktyczne, a mianowicie niemożność prowadzenia wojny na dwóch tak odległych od siebie frontach, podyktowana m.in. brakiem sił do podobnego przedsięwzięcia. Jako jedną z gwarancji dobrej woli ze swej strony, Ćandragupta ofiarował Seleukosowi swoją córkę za żonę.

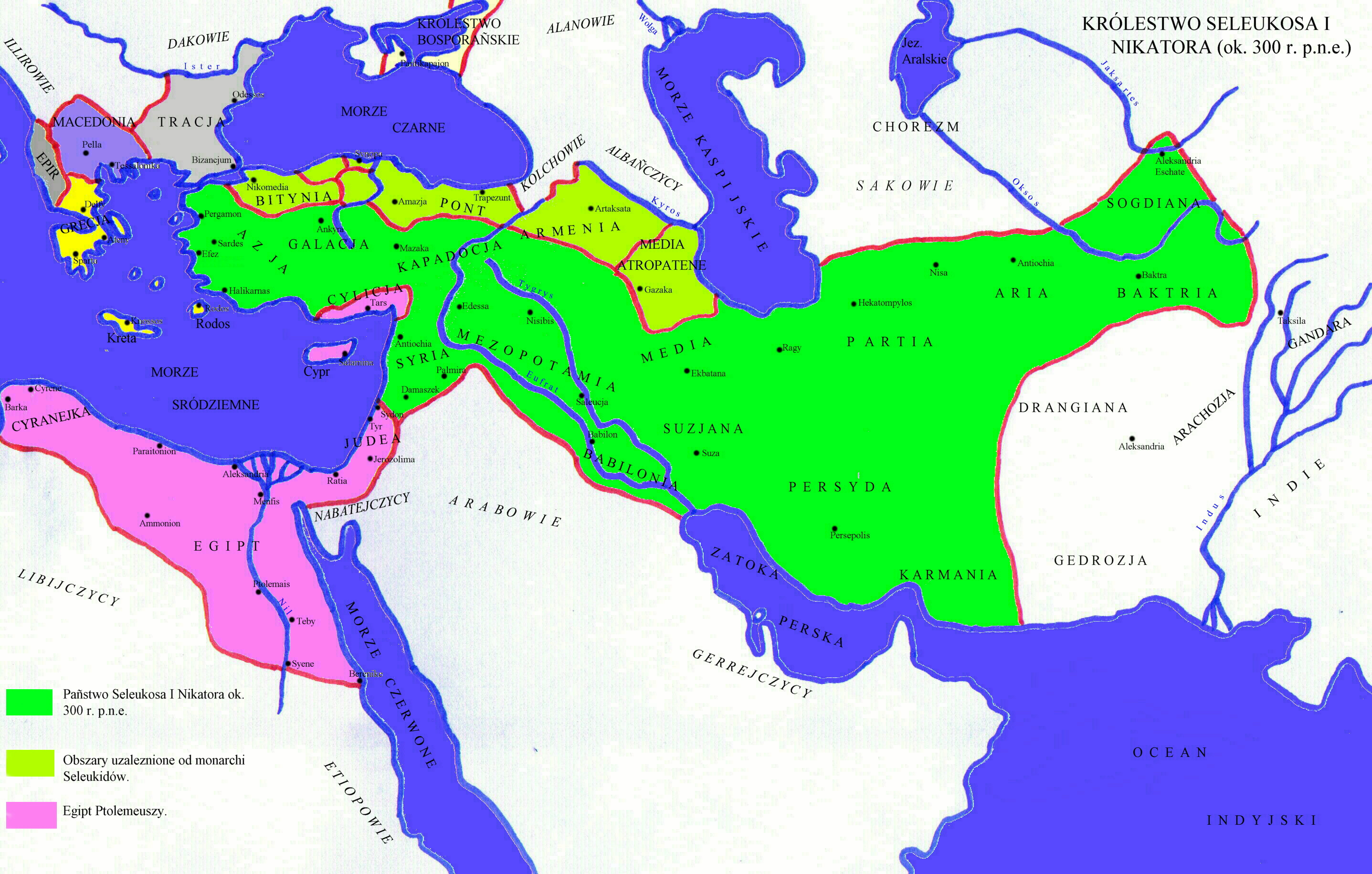
Królestwo Seleukosa I Nikatora po bitwie pod Ipsos w 301 r. p.n.e.

## Bitwa pod Ipsos i jej konsekwencje
W zbliżającym się konflikcie diadochów Seleukos był już władcą potężnego państwa, dysponującego olbrzymią armią, wzmocnioną dodatkowo kontyngentem indyjskich słoni bojowych. Był więc bardzo pożądanym partnerem dla przeciwników Antygona i Demetriusza Poliorketesa.
Do konfrontacji zbrojnej z Antygonidami doszło w roku 301 p.n.e. pod Ipsos we Frygii. Zabrakło tylko Ptolemeusza, który z dość niejasnych powodów zawrócił do Egiptu. W tej „bitwie królów” Antygonidzi zostali pokonani (sam Antygon Jednooki zginął, a Demetriusz uciekł), głównie dzięki słoniom Seleukosa, które odcięły Demetriusza z kawalerią od reszty sił Antygonidów. W wyniku tej bitwy zasadniczo zmienił się układ sił i nastąpił nowy podział krajów, którymi władali diadochowie.
Seleukos I, który przyjął przydomek Nikator (zwycięzca), był wówczas u szczytu potęgi i niewątpliwie był też czołową postacią wśród władców hellenistycznych. W udziale przypadły mu Syria, południowa część Azji Mniejszej i Mezopotamia, a centrum jego państwa przesunęło się właśnie do Syrii, gdzie na gruzach Antygonii nad Orontesem, wybudował Antiochię, zwaną Syryjską (300 rok p.n.e.). Lizymach zajął większą część Azji Mniejszej, Kassander kontrolował Grecję i Macedonię, a jego bratu Plejstarchowi przyznano Cylicję.
Pewnym zgrzytem było zajęcie przez Ptolemeusza, który nie miał wkładu w zwycięstwo nad Antygonidami, Fenicji i Palestyny, czemu Seleukos się nie przeciwstawił – być może dlatego, że swego czasu (po wygnaniu z Babilonu) Ptolemeusz pomógł mu w trudnym okresie, a Seleukos znany był z tego, że nie zapominał nigdy raz oddanej mu przysługi. Jednakże zajęte przez króla egipskiego tereny palestyńsko-fenickie stały się w następnych pokoleniach przyczyną całej serii tzw. wojen syryjskich między Ptolemeuszami i Seleucydami.

## Wojny z Demetriuszem
Tuż po zwycięstwie pod Ipsos i wyeliminowaniu najgroźniejszego partnera w rozgrywkach diadochów, niedawni jeszcze sojusznicy zaczęli widzieć w sobie rywali i potencjalnych przeciwników. Szczególnie zazdrośnie postrzegany był Seleukos, który najbardziej skorzystał po Ipsos. Powoli zaczęła się przeciw niemu zawiązywać skryta koalicja.
Ptolemeusz zaczął proponować małżeństwa ze swoimi córkami Kassandrowi i Lizymachowi (obaj propozycje przyjęli, z tym, że Kassander ożenił córkę Ptolemeusza ze swoim synem), aby w ten sposób zawiązać przymierze. Nie zaproponował natomiast nic Seleukosowi. Wobec rysującego się trójporozumienia między Egiptem, Macedonią i Tracją, Seleukos zaczął popierać pokonanego Demetriusza Poliorketesa, aby w ten sposób zapewnić przeciwwagę dla swych niedawnych sojuszników. Pomimo przegranej wojny Demetriusz był wciąż jeszcze cennym partnerem – władał Morzem Egejskim, a poza tym był świetnym żołnierzem, cieszącym się sporą popularnością jeszcze wśród starych żołnierzy Antygona. Porozumienie z Demetriuszem przypieczętowało małżeństwo Seleukosa z córką Demetriusza – Stratoniką (299 lub 298 p.n.e.). Niedługo potem Demetriusz zajął Cylicję (należącą do brata Kassandra) za milczącym przyzwoleniem Seleukosa.
Zawarte przymierze Seleukosa z Demetriuszem nie miało jednak przyszłości. Doszło między nimi do sporu o miasta fenickie Tyr i Sydon, które należały do Demetriusza, a które Seleukos chętnie widziałby jako swoją własność. Gdy Demetriusz nie zgodził się na ich odsprzedaż, Seleukos zainicjował kolejną koalicję (296 r. p.n.e.) przeciw Antygonidzie złożoną z Ptolemeusza i Lizymacha. W następstwie tego koalicjanci dokonali aneksji włości Demetriusza w 295 r. p.n.e.: Ptolemeusz zajął Cypr, Lizymach miasta małoazjatyckie z Efezem, a Seleukos Cylicję. Tymczasem jednak Demetriusz przygotowywał się do uzyskania znacznie lepszych zdobyczy. W 294 r. p.n.e. po długim oblężeniu zdobył Ateny, a następnie po zamordowaniu młodego Aleksandra (syna Kassandra) zdobył tron Macedonii, niezrealizowany cel jego ojca Antygona.
Mniej więcej w tym samym czasie (w r. 294 lub 293 p.n.e.) Seleukos mianował swym współrządcą syna Antiocha, czyniąc go równocześnie wicekrólem wschodnich prowincji państwa, i oddając mu za żonę swoją żonę, czyli macochę, Stratonikę. Posunięcie to dawało Seleukosowi pewne odciążenie w rządach oraz znaczną swobodę działania i śledzenia ruchów innych diadochów na zachodniej części jego imperium, która była dla niego najważniejsza.
W roku 289 p.n.e. Demetriusz Poliorketes, władający niemal całą Helladą (oprócz Epiru, Etolii i Sparty), po nieudanej wyprawie przeciw Etolii i starciu z królem Epiru Pyrrusem, zaczął przygotowywać się do inwazji na Azję. Nie uszło to uwadze pozostałych władców hellenistycznych. Seleukos, Lizymach i Ptolemeusz odnowili koalicję przeciw staremu wrogowi, aby zapobiec jego dążeniom (288 p.n.e.). Wojna nie trwała długo. Poprzez koncentryczne uderzenie ze wszystkich stron (z udziałem Pyrrusa z Epiru) zdołali udaremnić zamierzenia Antygonidy, który musiał uciekać ze swojego królestwa do Grecji. Następnie przeprawił się do Azji Mniejszej (287 p.n.e.), gdzie w 286 p.n.e. został pokonany przez Agatoklesa (syna Lizymacha), a potem osaczony przez jego wojska i Seleukosa. Bez jakichkolwiek szans na kontynuację kampanii poddał się temu ostatniemu. W niewoli u Seleukosa dożył swych dni – zapił się na śmierć w pałacu-więzieniu w 283 p.n.e.

## Ostatnie lata
Upadek panowania Demetriusza w Macedonii i Grecji przyczynił się do znacznego wzrostu potęgi Lizymacha, któremu dostały się oba kraje (z wyjątkiem niewielkich obszarów i miast w Grecji, którymi władał syn Demetriusza – Antygon Gonatas).
W roku śmierci Demetriusza na dworze Lizymacha doszło do poważnych komplikacji, które zasadniczo wpłynęły na losy dynastii. Otóż, najprawdopodobniej w wyniku intrygi przebywającego na trackim dworze Ptolemeusza Keraunosa – który uciekł z Egiptu w 284 p.n.e., gdy zrozumiał, że jego ojciec Ptolemeusz nie widzi w nim swego następcy – i być może żony Lizymacha, Arsinoe, Lizymach skazał na śmierć swego syna Agatoklesa. Wdowa po Agatoklesie, Lizandra, udała się do Seleukosa, prosząc go o pomoc w dochodzeniu praw swoich własnych i dzieci. To było oficjalną przyczyną wystąpienia Seleukosa przeciw Lizymachowi. Rzeczywistym powodem był niepokojący Seleukosa wzrost potęgi Lizymacha po śmierci Demetriusza.
Z początkiem 281 p.n.e. Seleukos wyruszył na wyprawę przeciw Lizymachowi. Już w lutym tego roku doszło do bitwy pod Kuropedion w Lidii między dawnymi towarzyszami broni – Seleukosem z jednej i Lizymachem z drugiej strony. Lizymach zginął zabity w pojedynku przez Seleukosa, a jego armia została pokonana. W ten sposób przed Seleukosem otworzyła się droga do tronu Macedonii i Tracji. Był więc tylko o krok od panowania nad państwem, które niemal dorównywałoby imperium Aleksandra Wielkiego (bez Egiptu), królestwem, o którym marzył każdy z diadochów nazajutrz po śmierci Aleksandra, a którego urzeczywistnienia najbliżej był Antygon Jednooki. Jednakże u progu realizacji tych marzeń Seleukos I Nikator padł zaraz po zejściu na brzeg po drugiej stronie Hellespontu (obecnie Dardanele) pod zdradzieckimi ciosami Ptolemeusza Keraunosa. Było to w sierpniu lub wrześniu 281 r. p.n.e.
Wraz z jego śmiercią zszedł ze sceny politycznej ostatni przedstawiciel pierwszego pokolenia diadochów, pokolenia władców satrapów i królów, którzy byli jeszcze towarzyszami Aleksandra Macedońskiego, jego wodzami i żołnierzami, a przede wszystkim założycielami królestw, tworzących barwny, hellenistyczny świat.
Ciało króla Seleukosa wykupił Filetajros Pergameński (dawniejszy stronnik Lizymacha, po którego śmierci służył Seleukosowi) i po spaleniu go, odesłał prochy Antiochowi, aby sprawił swemu ojcu godny pogrzeb.

## Podsumowanie
Państwo, jakie stworzył Seleukos, przypominało nieco imperium Aleksandra Wielkiego pod względem wielkości oraz zróżnicowania etnicznego i kulturowego. Było konglomeratem, który bardzo trudno było utrzymać w jedności – w zasadzie jeszcze za życia Seleukosa I zaczął się powolny proces rozpadu terytorialnego jego imperium (np. nabytki Ćandragupty na Wschodzie).
W odróżnieniu od Aleksandra, który, jak sądzi wielu badaczy, dążył do stworzenia bardziej uniwersalnego państwa z ośrodkiem na Wschodzie, Seleukos I wytyczył kierunek prozachodni w rozwoju swojej monarchii, czego wyrazem jest założenie nowej stolicy w Antiochii nad Orontesem i trwałym zaangażowaniem się w walki z diadochami we wschodniej części basenu Morza Śródziemnego(IV, V i VI wojna diadochów) Seleukos nie zaniedbywał jednak hellenizacji Wschodu, chociaż po przesunięciu centrum państwa na zachód, satrapie wschodnie stały się de facto kresami państwa. Od roku 294 lub 293 p.n.e. zarządzał nimi syn Seleukosa Antioch (późniejszy Antioch I Soter).
Był on dzieckiem z pierwszego małżeństwa Seleukosa z Apamą, córką Spitamenesa z Baktrii (przywódcy powstania w Sogdianie przeciw Aleksandrowi Wielkiemu). Małżeństwo to, które zostało zawarte w Suzie (w lutym 324 r. p.n.e.), jako jedno z wielu masowych małżeństw grecko-perskich, jakie Aleksander Wielki zorganizował przymusowo swoim najbliższym towarzyszom i żołnierzom, przetrwało całe życie. Seleukos jako jedyny po śmierci Aleksandra nie oddalił swojej azjatyckiej żony, jak uczynili to pozostali diadochowie.
Koleje życia i losy Seleukosa to nie tylko sprawowanie władzy, dowodzenie w bitwach i planowanie kampanii wojennych. Taki obraz jego życia jest niewątpliwie wypaczony. Jednakże niewiele wiemy o innych aspektach życia Seleukosa (a także i innych postaci z tych czasów), gdyż słabo odbijają się one w źródłach historycznych i literackich, a dane archeologiczne i epigraficzne również skąpo oświetlają te sprawy.
Według przekazu Appiana z Aleksandrii, Seleukos był wysokiego wzrostu i odznaczał się niepospolitą siłą, czego dowodem miało być pokonanie gołymi rękami w pojedynkę byka ofiarnego, gdy ten wyrwał się podczas uroczystości religijnych, jeszcze za życia Aleksandra Wielkiego. Rzekomo w związku z tym wydarzeniem później na posągach przedstawiających tego władcę dodawano rogi byka.
Dzieło Seleukosa – jego potężne i scentralizowane państwo, pomimo wielu wewnętrznych sprzeczności i powolnego rozpadu – przetrwało ponad dwa stulecia (ostateczny kres monarchii Seleucydów położył Gnejusz Pompejusz w 63 roku p.n.e.) i w swoim, mocno już okrojonym kształcie, podzieliło los pozostałych monarchii hellenistycznych, które zostały wchłonięte przez rozrastające się imperium rzymskie.